# 伊澤恵美子
伊澤 恵美子（いざわ えみこ、1982年7月11日 - ）は、日本の女優。静岡県静岡市出身。

## 略歴
9歳で北村想の舞台に出演したのをきっかけに女優として活動。静岡雙葉高校までは県内を中心に活動しており、高校時代は毎月一本のペースで新作舞台の公演を行っていた。大学進学とともに上京し、映画、テレビ、CMと映像媒体に活動を映す。また女性誌『Anecan』でモデル活動も行った。
2014年、映画『子宮に沈める』の主演で注目を集め、同映画は同年に再上映を果たす。2015年は日本・タイ合作でオール熊本ロケで撮影された『アリエル王子と監視人』に主演。この縁から熊本市PR特命大使も務める。
その他、演技を通じたコミュニケーション講師として立教大学異文化コミュニケーション学科、学芸大学付属小学校等でも講師アシスタントとして登壇している。
女優業ではLOW HIGH WHO? PRODUCTION所属。

## 出演作品

### 映画
- 沈まぬ太陽（2009年）
- もしかしたらバイバイ!（2011年）
- 発狂（2008年） - 主演）
- エレファント・マド（2007年） - 主演[6]
- 秘メ煙（2007年） - 桐島りら役
- ルナの子供・ヒカリの物語（2009年） - 野々村役
- 指輪をはめたい（2011年）
- 子宮に沈める（2013年） - 主演・由希子役[7][8]
- 知らない町（2014年） - ミヤコ役[9]
- アリエル王子と監視人（2015年 日本とタイの合作映画） - 主演・リサ役[10][11]
- あ・く・あ～ふたりだけの部屋～（2021年） - 美津江役
- 僕のなかのブラウニー（2025年）[12]

### テレビドラマ
- 絶対零度～未解決事件特命捜査　第10話（2010年、フジテレビ）
- NHK大河ドラマ『江〜姫たちの戦国』（2011年、NHK）

### OV
- きみに会えて（2006年）
- 戦慄怪奇ファイル コワすぎ!FILE-02【震える幽霊】（2012年） - アイコ役

### 舞台
- 二代目はクリスチャン（2014年1月‐2月）[13]

### CM
- 西友『SEIYU』
- JT『Roots』
- 日清『ラ王』

### その他
- 熊本市企画「熊本市電COCORO旅」イメージガール